# Yusuf Saad Kamel
Yusuf Saad Kamel (Arabisch: يوسف سعد كامل; geboren als Gregory Konchellah; Narok, 29 maart 1983) is een genaturaliseerde (in 2003 nam hij het besluit om niet meer voor zijn geboorteland Kenia uit te komen) Bahreinse middellangeafstandsloper, die is gespecialiseerd in de 800 m. Op de 800 en de 1000 m heeft hij het Aziatische record in handen.

## Biografie
Zijn internationale doorbraak maakte Saad Kamel in het olympische jaar 2004. Op het WK indoor in Boedapest sneuvelde hij in de halve finale met een tijd van 1.47,16. Vlak voor de Olympische Spelen verbeterde hij in Zürich zijn persoonlijke en Aziatische record op de 800 m naar 1.43,11. Op de Spelen van Athene vertegenwoordigde hij Bahrein en strandde hij in zijn serie, waarin hij met een tijd van 1.46,94 als derde eindigde.
Aan het eind van 2004 boekte Yusuf Saad Kamel zijn eerste grote succes met het winnen van de 800 m tijdens de wereldatletiekfinale in Monaco. Met een tijd van 1.45,91 versloeg hij hierbij de Keniaan Joseph Mutua (zilver) en de Nederlander Bram Som (brons). Hierna volgden nog verschillende successen op de 800 m, zoals het winnen van de Pan-Arabische kampioenschappen (2005), Wereldbeker (2006), Aziatische Spelen (2006) en de wereldatletiekfinale (2007).
Op 9 maart 2008 veroverde Saad Kamel in het Spaanse Valencia een bronzen medaille op het WK indoor. Met een tijd van 1.45,26 eindigde hij op de 800 m achter de Soedanees Abubaker Kaki Khamis (goud) en Zuid-Afrikaan Mbulaeni Mulaudzi (zilver). Op de Olympische Spelen in Peking behoorde hij op de 800 m eveneens tot de deelnemers. In de finale was hij gedurende de gehele wedstrijd zeker niet kansloos, maar finishte uiteindelijk in 1.44,95 als vijfde, op 0,3 seconde achterstand van goudenmedaillewinnaar Wilfred Bungei.
Saad Kamel is de zoon van de atleet Billy Konchellah, die tweemaal wereldkampioen werd op de 800 m.

## Titels
- Wereldkampioen 1500 m - 2009
- Pan-Arabisch kampioen 800 m - 2005

## Persoonlijke records
Outdoor
| Onderdeel | Prestatie    | Datum            | Plaats         |
| --------- | ------------ | ---------------- | -------------- |
| 600 m     | 1.16,01      | 2 september 2003 | Luik           |
| 800 m     | 1.42,79      | 29 juli 2008     | Monaco         |
| 1000 m    | 2.14,72 (AR) | 22 juli 2008     | Stockholm      |
| 1500 m    | 3.34,45      | 22 juli 2006     | Heusden-Zolder |

Indoor
| Onderdeel | Prestatie | Datum           | Plaats   |
| --------- | --------- | --------------- | -------- |
| 800 m     | 1.45,26   | 9 maart 2008    | Valencia |
| 1500 m    | 3.40,28   | 9 februari 2008 | Valencia |

## Palmares

### 800 m
Kampioenschappen
- 2003:  Gulf Cooperation Council Championships - 1.47,59
- 2004:  Aziatische indoorkampioenschappen - 1.48,89
- 2004:  Wereldatletiekfinale - 1.45,91
- 2005:  Wereldatletiekfinale - 1.47,13
- 2006:  Aziatische Spelen
- 2006: 6e Wereldatletiekfinale - 1.47,62
- 2006:  Wereldbeker - 1.44,98
- 2007:  Wereldatletiekfinale - 1.45,61
- 2008:  WK indoor - 1.45,26
- 2008: 5e OS - 1.44,95
- 2009:  WK - 1.45,35

Golden League-podiumplekken
- 2004:  Weltklasse Zürich – 1.43,11
- 2004:  ISTAF – 1.45,07
- 2005:  Memorial Van Damme – 1.44,58
- 2005:  ISTAF – 1.44,36
- 2007:  Memorial Van Damme – 1.44,43
- 2008:  Golden Gala – 1.44,68
- 2008:  Memorial Van Damme – 1.44,56
- 2008:  Weltklasse Zürich – 3.33,11

### 1500 m
- 2009:  WK - 3.35,93

1983 Steve Cram ·
1987 Abdi Bile ·
1991 Noureddine Morceli ·
1993 Noureddine Morceli ·
1995 Noureddine Morceli ·
1997 Hicham El Guerrouj ·
1999 Hicham El Guerrouj ·
2001 Hicham El Guerrouj ·
2003 Hicham El Guerrouj ·
2005 Rashid Ramzi ·
2007 Bernard Lagat ·
2009 Yusuf Saad Kamel ·
2011 Asbel Kiprop ·
2013 Asbel Kiprop ·
2015 Asbel Kiprop ·
2017 Elijah Manangoi ·
2019 Timothy Cheruiyot ·
2022 Jake Wightman ·
2023 Josh Kerr